# Anacis subflava
Anacis subflava là một loài tò vò trong họ Ichneumonidae.